# Isabel Bunch de Cortés
Isabel Bunch de Cortés (Pacho, 24 de abril de 1845-mar, 1921) fue una escritora, poeta y traductora colombiana. Escribió bajo el seudónimo "Belisa". Murió en alta mar cuando viajaba a Londres.

## Biografía
Nació en Pacho, Cundinamarca, el 24 de abril de 1845. Gran conocedora de la literatura inglesa y francesa. Publicó su poesía en El Iris y La Patria.
Su padre fue el banquero inglés Robert Henry Bunch Woddside, amigo personal de Simón Bolívar. Su madre fue Dolores Mutis Amaya, sobrina nieta de José Celestino Mutis.